# Numerianus
Numerianus (tiếng Latinh: Marcus Aurelius Numerius Numerianus Augustus; ? – 284) là Hoàng đế La Mã từ năm 282 đến 284 với người anh trai Carinus. Cả hai đều là con của Carus, một viên tướng được thăng lên chức Pháp quan thái thú (Praetorian prefect) dưới thời Hoàng đế Probus vào năm 282.

## Triều đại
Năm 282, các quân đoàn lê dương vùng thượng nguồn sông Danube ở Raetia và Noricum đã tôn cha của Numerianus là Pháp quan thái thú Marcus Aurelius Carus làm Hoàng đế, bắt đầu một cuộc nổi loạn chống lại Hoàng đế Probus. Quân của Probus đang đóng tại Sirmium (Sremska Mitrovica, Serbia) đã quyết định họ không muốn chiến đấu với Carus mà thay vào đó ra tay ám sát Probus. Carus lúc này đã sáu mươi tuổi muốn thiết lập một triều đại bèn phong cho Carinus và Numerianus làm Ceasar.
Năm 283, Carus để Carinus ở lại phụ trách phía Tây và di chuyển với Numerianus và viên Pháp quan thái thú Arrius Aper về phía Đông để tiến hành chiến tranh chống lại Đế quốc Sassanid. Người Sassanid đã bị lôi kéo vào một vụ tranh chấp liên tiếp kể từ sau khi Shapur qua đời và ở thế bị động trước bước tiến công của Carus.
Theo Zonaras, Eutropius và Festus cho biết thì Carus đã giành đại thắng chống lại quân Ba Tư, tiến binh chiếm được Seleucia và thủ đô Ctesiphon của người Sassanid (gần khu vực nay là Al-Mada'in, Iraq) cùng các thành phố trên bờ đối diện sông Tigris. Trong lễ kỷ niệm, Numerianus, Carus và Carinus đều đoạt hết tước hiệu Persici maximi của Ba Tư. Ít lâu sau thì Carus đột nhiên mất vào tháng 7 hoặc đầu tháng 8 năm 283, có tin đồn ông bị sét đánh trúng.

### Đồng Hoàng đế
Cái chết của Carus để lại Numerianus và Carinus cùng làm Augusti mới. Carinus nhanh chóng khởi hành từ Gaul tới Roma, cuối cùng cũng đến kịp lúc vào tháng 1 năm 284, trong khi Numerianus vẫn còn nấn ná ở phía Đông. Quân đội La Mã rút khỏi Ba Tư một cách trật tự và chẳng gặp phải bất cứ sự kháng cự nào, cũng vì vua Ba Tư là Bahram II vẫn còn đang bận việc tranh đấu để thâu tóm quyền hành từ tay các phe nhóm soán đoạt khác.
Đến tháng 3 năm 284, Numerianus chỉ tới được Emesa (nay là Homs) ở Syria; sang tháng 11, mới đến được Tiểu Á. Ở Emesa dường như ông vẫn còn sống và có sức khỏe tốt, cũng như ban bố các huấn lệnh còn tồn tại chỉ mang tên mình ở đó. Những đồng tiền xu được phát hành đều mang tên ông ở Cyzicus được một thời gian trước khi kết thúc năm 284, nhưng thật khó mà biết được liệu ông vẫn còn trong mắt công chúng tại thời điểm đó.
Kể từ sau hành trình tới Emesa, đoàn tùy tùng của Numerianus trong đó có viên thái thú Aper đã kể lại rằng Hoàng đế bị chứng viêm mắt và buộc phải di chuyển trên một cỗ xe tứ mã che kín. Khi đoàn quân vừa tới Bithynia, một số binh sĩ của Numerianus chợt ngửi thấy mùi giống như là có xác chết đang phân hủy bốc ra từ cỗ xe tứ mã. Họ vội tiến lại gần mở rèm cửa và phát hiện Numerianus đã chết từ đời nào.

### Sau khi qua đời
Aper chính thức loan báo những tin tức về cái chết của Numerianus ở Nicomedia (İzmit) vào tháng 11 năm 284. Các tướng lĩnh và bảo dân quan của Numerianus bèn cho mở một hội đồng để bầu chọn người kế vị ngôi Hoàng đế. Sau một hồi bàn luận cuối cùng hội đồng đã quyết định chọn Diocletianus nguyên là chỉ huy cánh kị binh trong đội Cấm vệ quân làm Hoàng đế La Mã. Bất chấp những nỗ lực của Aper để tìm kiếm sự ủng hộ. Quân đội phía Đông tập trung trên một ngọn đồi bên ngoài Nicomedia và nhất trí chào đón vị Augustus mới của họ. Ban đầu Diocletianus cứ một mực từ chối, rồi sau cùng do quần thần cố nài ép thì ông mới chịu chấp nhận bộ hoàng bào màu tím và rút thanh gươm dưới ánh sáng mặt trời, tuyên thệ mình vô can về cái chết của Numerianus. Thay vào đó ông đổ tội cho Aper đã giết chết Numerianus và cố che giấu hành vi mưu phản này. Trước ánh mắt theo dõi của toàn thể binh lính, Diocletianus đã mau chóng rút gươm và đâm chết Aper ngay lập tức. Nguyên nhân cái chết của Numerianus cho đến nay vẫn còn là điều bí ẩn.

## Tính cách
Dựa theo nguồn sử liệu không xác thực Historia Augusta cho biết Numerianus là một văn nhân uyên bác, hòa đồng, tử tế và nổi tiếng về tài hùng biện và làm thơ tuyệt vời. Tuy nhiên, chẳng có nguồn tài liệu nào đề cập bất cứ điều gì về tính cách của ông.